# Shūto Abe
Shūto Abe (jap. 安部 柊斗, Abe Shūto; * 5. Dezember 1997 in der Präfektur Tokio) ist ein japanischer Fußballspieler.

## Karriere
Shūto Abe erlernte das Fußballspielen in der Jugendmannschaft des FC Tokyo sowie in der Universitätsmannschaft der Meiji-Universität. Von der Meiji-Universität wurde er von Mai 2019 bis Januar 2020 an seinen Jugendverein FC Tokyo ausgeliehen. Hier bestritt er mit dem Klub als Jugendspieler ein Spiel in der ersten Liga. Viermal spielte er in der U23-Mannschaft. Die U23 spielte in der dritten Liga. Nach Ende der Ausleihe wurde er von dem Erstligisten, der in der Präfektur Tokio beheimatet ist, fest unter Vertrag genommen. Im Finale um den J.League Cup 2020 besiegte Tokyo am 4. Januar 2021 Kashiwa Reysol mit 2:1. Für Tokyo bestritt er 109 Ligaspiele.
Mitte Juli 2023 zog es ihn nach Belgien, wo er einen Dreijahresvertrag beim Erstligaaufsteiger RWD Molenbeek unterschrieb. In seiner ersten Saison bestritt er 34 von 36 möglichen Ligaspielen, in denen er drei Tore schoss, sowie zwei Pokalspiele für RWDM. Die Saison endete mit dem Abstieg des Vereins in die Division 1B. Nach insgesamt 64 Ligaspielen kehrte er im Sommer 2025 wieder nach Japan zurück. Hier unterschrieb er einen Vertrag beim Erstligisten Gamba Osaka.

## Erfolge
FC Tokyo
- Japanischer Ligapokalsieger: 2020

## Einzelnachweis
1. ↑  Le RWDM signe son quatrième renfort: Shuto Abe. RWD Molenbeek, 19. Juli 2023, abgerufen am 23. Juli 2023 (französisch).

| Personendaten    | Personendaten              |
| ---------------- | -------------------------- |
| NAME             | Abe, Shūto                 |
| ALTERNATIVNAMEN  | 安部 柊斗 (japanisch)      |
| KURZBESCHREIBUNG | japanischer Fußballspieler |
| GEBURTSDATUM     | 5. Dezember 1997           |
| GEBURTSORT       | Präfektur Tokio, Japan     |